# Burgstall Bollstadt
Der Burgstall Bollstadt bezeichnet eine abgegangene Niederungsburg am südöstlichen Ortsrand von Bollstadt, einem heutigen  Gemeindeteil von Amerdingen im Landkreis Donau-Ries in Bayern.
Das Rittergeschlecht derer von Bollstadt ist von 1280 bis 1418 nachweisbar. 1459 wird ein Schloss in Bollstadt erwähnt, was eine Erbauung durch die Bollstädter Ritter im 13. Jahrhundert vermuten lässt. 
Als weitere Besitzer werden die Grafen von Oettingen genannt. Von 1714 bis 1715 wurde ein Neubau erstellt oder eine Restaurierung durchgeführt. 1788 wurde das alte Schloss abgebrochen und von 1789 bis 1790 ein Neubau errichtet. 1854 wurde das Schloss abgebrochen. Erhalten blieb ein 65 m langer und 7 m breiter verflachter Grabenrest.